# Quizlet
Quizlet是运行在电子设备上，通过单词卡等方式学习的应用程序。目前在使用的用户中有三分之二是高中生，大部分用户位于美国。它是由安德鲁·萨瑟兰在2005年创建并在2007年1月向公众发布。通过训练学生抽认卡和各种游戏和测试来进行学习。在2019年2月6日，Quizlet拥有超过300万的用户单词集和50多万名积极用户。Quizlet的Alexa排名位于美国前50的网站中，2016年，被SimilarWeb评为发展最快的教育网站。

## 历史
Quizlet的概念，是由安德鲁·萨瑟兰在他的法语课上记忆动物的名字时受到启发，用来更好地记忆单词，并从此开始编写代码。在2005年10月向公众发布。
2011年，Quizlet与Collectors Weekly网站共享员工和财务资源。2015年，Quizlet宣布从Union Square Ventures、Costanoa Venture Capital、Altos Ventures和Owl Ventures筹集到1200万美元用来扩展国际市场。
2011年，Quizlet增加了文字转语音功能。
2012年8月，先后发布了用于iPhone、iPad和Android设备的应用程序。
2015年4月29日，启用HTTPS。.
2016年8月10日，对Quizlet的网站、应用程序采用了新的设计方案。
2017年8月23日，引入了新的绘图功能，用来帮助学生与学科的重视觉效果。
2018年2月6日，Quizlet宣布在B轮融资中收到了Icon Ventures提供的额外两千万美元。
2018年10月31日，位于丹佛的第二个办公室启用。
2020年5月，C轮融资，Quizlet获得了General Atlantic独家3000万美元的投资，使公司的总融资额达到了6200万美元。。

## 学习模式
用户可以根据自己需要学习的内容在Quizlet中创建词条和对应的解释。这些创建的词条可以通过以下几种方式来学习。
单词卡（Flash Cards）
类似于纸质单词卡。用户会看到每个单词的“卡片”，可以通过单击或使用箭头键或空格键进行翻转。用户可以选择将卡面作为图像、单词或两者。
重力游戏（Gravity）
定义以小行星的形状垂直向下滚动屏幕。用户必须在到达屏幕底部之前键入与定义一起使用的单词。它是游戏学习模式之一。该游戏改编自之前的“太空竞赛”。用户可以选择难度和游戏类型。
书写（Write）
在此研究模式中，向用户显示术语或定义，并且必须键入与所示内容一致的术语或定义。输入答案后，用户会看到他们的答案是否正确，并且可以选择覆盖自动评分并在需要时将答案计算为正确。此模式以前称为“学习”。
长期学习（Long-term Learning）
在该研究模式中，基于他们是否正确回答研究集问题，向用户提供推荐的研究集。重复使用的术语错误地增加了频率，仪表板显示了学习进度。该模式使用间隔重复概念来关注长期保留和主题掌握与短期记忆。
拼写（Speller）
在此模式下，该术语被大声读出，用户必须使用正确的拼写输入该术语。如果用户得到的每个答案都是正确的，那么他们就可以获得一个类似骑自行车和翻转的怪物卡车的视频。
配对（Match）
在此研究模式中，向用户呈现分散的术语网格。用户在其关联定义之上拖动术语以将其从网格中删除，并尝试在尽可能最快的时间内清除网格。微型匹配是一种相关的匹配游戏，面向移动设备和小屏幕设备。用户可以通过在匹配模式下手动编辑URL来使用“micromatch”而不是“match”来访问非移动设备上的Micromatch模式。Match之前被称为“Scatter”。虽然学习模式的名称发生了变化，但游戏本身却没有。
在线比赛（Live）
在这种学习模式中，具有教师升级（通常是教师）的Quizlet用户将他们的班级分成几个他们想要的团队。老师选择是从定义还是术语开始。每支球队都必须选择正确的术语/定义才能获胜，其中得分最高的球队将获胜。如果教师决定改组球队，那么这些小组将被随机分配到新的球队中。这个游戏的工作原理是选择一组抽认卡并将这些抽认卡放入适合游戏的格式。

## API
Quizlet为用户提供了API用来允许其他人访问Quizlet上的数据，包括上传和下载的单词卡、修改单词卡、查找单词卡对应的解释等功能。